# Mehdi Barsaoui
Mehdi Barsaoui, arab. مهدي برصاوي (ur. 23 maja 1984 w Tunisie) – tunezyjski reżyser i scenarzysta filmowy. 

## Życiorys
Studiował w Tunisie i Bolonii. Przebywając we Włoszech nakręcił swoje pierwsze trzy filmy krótkometrażowe.
Jego pełnometrażowy debiut fabularny, Syn (2019), miał swoją premierę w ramach sekcji „Horyzonty” na 76. MFF w Wenecji, gdzie zdobył nagrodę aktorską dla Samiego Bouajila. Druga fabuła Barsaouiego, Aïcha (2024), prezentowana była w sekcji „Horyzonty” na 81. MFF w Wenecji.